# 奥利的考古探险
奥利的考古探险（英語：Solving History with Olly Steeds）是一个美国紀錄片系列，由JWM Productions制作，于2010年1月13日在探索頻道上首播，由探险家記者奥利·斯蒂兹主持，在他周游世界的过程中对各种历史的说法和理论进行考察。

## 剧集列表
- 奥利的考古探险：消失的法柜 "Ark of the Covenant"
- 奥利的考古探险：纳斯卡线 "Nazca Lines"
- 奥利的考古探险：消失的黄金城 "Lost City of Gold"
- 奥利的考古探险：亚特兰提斯 "Atlantis"
- 奥利的考古探险：纳粹宝藏 "Nazi Treasure"
- 奥利的考古探险：纳粹木乃伊 "Hitler's Mummies"
- 奥利的考古探险：恶魔岛 "Devil's Island"
- 奥利的罗宾汉探险  "The Legends of Robin Hood"